# Molnbyggen
Molnbyggen är en sjö i Leksands kommun i Dalarna och ingår i Dalälvens huvudavrinningsområde. Sjön har en area på 2,75 kvadratkilometer och ligger 184 meter över havet. Sjön avvattnas av vattendraget Rältån. Vid provfiske har bland annat abborre, gers, gädda och löja fångats i sjön.
Vid sjön ligger en badplats med en paviljong med ,dansbana, som byggdes 1937 av Bäck Daniel Danielsson.

## Delavrinningsområde
Molnbyggen ingår i det delavrinningsområde (672855-145328) som SMHI kallar för Utloppet av Molnbyggen. Medelhöjden är 223 meter över havet och ytan är 12,78 kvadratkilometer. Räknas de 3 avrinningsområdena uppströms in blir den ackumulerade arean 31,53 kvadratkilometer. Rältån som avvattnar avrinningsområdet har biflödesordning 2, vilket innebär att vattnet flödar genom totalt 2 vattendrag innan det når havet efter 258 kilometer. Avrinningsområdet består mestadels av skog (70 procent). Avrinningsområdet har 2,75 kvadratkilometer vattenytor vilket ger det en sjöprocent på 21,5 procent.

## Fisk
Vid provfiske har följande fisk fångats i sjön:
- Abborre
- Gärs
- Gädda
- Löja
- Mört
- Siklöja